# Джексон, Глен (регбист)
Глен Уорик Джексон (англ. Glen Warwick Jackson, родился 23 октября 1975 года в Фейлдинге) — новозеландский регбист и регбийный судья, выступавший на позиции флай-хава (первый пяти-восьмой). Работал на матчах Супер Регби с 2012 года, с сентября 2020 года член тренерского штаба сборной Фиджи.

## Игровая карьера
Выступал за команды провинций Уаикато и Бэй-оф-Пленти на уровне чемпионата провинций Новой Зеландии. В 2004 году с командой Бэй-оф-Пленти выиграл чемпионат и завоевал Щит Ранфёрли. В 1999—2004 годах выступал в Супер 12 за команду «Чифс», последнюю игру провёл в 2004 году в полуфинальном матче против «Брамбиз». В 2004 году сыграл за сборную маори, с которой завоевал Кубок Черчилля.
В 2004 году Джексон стал игроком «Сарацинов». В 2007 году он был признан лучшим игроком года по версии Профессиональной ассоциации регбистов, став лучшим бомбардиром чемпионата Англии по итогам сезона 2006/2007.
30 мая 2009 года он сыграл матч за команду «Барбарианс» против Англии, завершившийся победой «варваров» со счётом 33:26. В сезоне 2009/2010 он заявил, что не будет продлевать контракт на следующий сезон и станет регбийным судьёй: на тот момент он уже сдал соответствующие экзамены в Регбийном союзе Англии.
Джексон помог своему клубу выйти в финал чемпионата Англии, когда в игре против «Нортгемптон Сэйнтс» забил реализацию после попытки Схалка Бритса и принёс команде победу 21:19. Последнюю игру за «Сарацинов» сыграл против «Лестер Тайгерс» в финале чемпионата Англии 2009/2010, в котором «Сарацины» проиграли 27:33. Его рекорд по набранным очкам за команду (1748) долгое время оставался непобитым, пока его не перебил Оуэн Фаррелл.

## Судейская карьера
Обучением судейству в регби Джексон занимался у главы судейского корпуса Регби Новой Зеландии Линдона Брея, будущего главы судейского корпуса SANZAAR. Вернувшись в Новую Зеландию, о начал судить матчи чемпионата Хартленда, затем переключился на Кубок ITM и стал помощником судьи в Супер Регби. К концу сезона Супер Регби 2011 он уже отметился первыми играми в качестве главного арбитра, дебютировав 27 мая 2011 года на матче «Харрикейнз» — «Уэстерн Форс».
6 августа 2011 года Джексон впервые провёл матч в качестве судьи видеоповторов в рамках Кубка Бледислоу между Новой Зеландией и Австралией (Кубок трёх наций). 30 августа 2014 года во время матча между Уаикато и Норт-Харбором в рамках Кубка Mitre 10 Джексона оттолкнул нападающий команды Уаикато Бен Тамеифуна, которого за это дисквалифицировали на 5 недель.
15 февраля 2015 года Джексон впервые отработал на матче Кубка шести наций, став судьёй матча между Шотландией и Уэльсом на стадионе «Маррифилд». 15 августа он стал первым новозеландцем, который отсудил 100 матчей по регби, выйдя на поле в матче между Аргентиной и ЮАР.
В январе 2020 года Джексон объявил о том, что скоро завершит карьеру судьи. 17 сентября 2020 года по приглашению Верна Коттера он вошёл в тренерский штаб сборной Фиджи как тренер по оттачиванию игровых навыков: помимо него, в штаб вошли бывший центровой «Олл Блэкс» и команды «Уаратаз» Дэрил Гибсон, бывший помощник тренера южноафриканской сборной Ричи Грэй и бывший тренер нападающих «Крусейдерс» Джейсон Райан. Глену Джексону Коттер также доверил разъяснением игрокам того, как судьи реагируют на те или иные игровые инциденты.